# Cullen americanum
Cullen americanum är en ärtväxtart som först beskrevs av Carl von Linné, och fick sitt nu gällande namn av Per Axel Rydberg. Enligt Catalogue of Life ingår Cullen americanum i släktet Cullen, och familjen ärtväxter, men enligt Dyntaxa är tillhörigheten istället släktet Cullen, och familjen ärtväxter. IUCN kategoriserar arten globalt som livskraftig. Arten förekommer tillfälligt i Sverige, men reproducerar sig inte. Inga underarter finns listade i Catalogue of Life.

## Bildgalleri

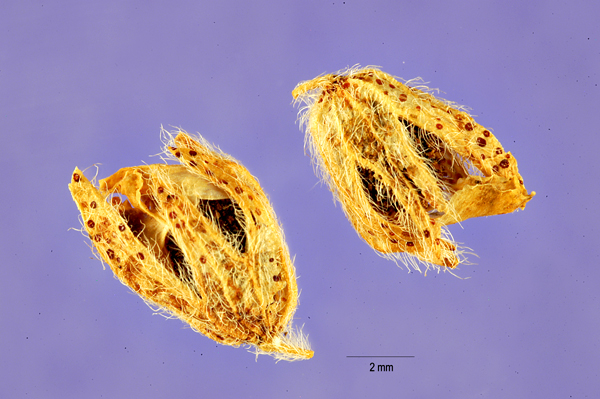